# Paqui Veza
Francisco Nicolás Veza Fragoso, deportivamente conocido como Paqui (Alicante, provincia de Alicante, España, 6 de diciembre de 1970) es un futbolista español retirado. Jugó de defensa en diferentes equipos de Primera División de España y fue campeón olímpico en Barcelona 92 con la selección española.

## Trayectoria
Muy conocido por su larga cabellera jugó siempre en posiciones defensivas alternando el lateral con el centro de la zaga. Fue campeón olímpico en Barcelona 1992 junto a futbolistas como Pep Guardiola, Kiko o Albert Ferrer. Tanto en Las Palmas de Gran Canaria como en Pamplona tiene peñas de seguidores, siendo esta última muy activa, llamada Peña Paki - Paki Taldea.

## Clubes
| Club           | País   | Año       |
| -------------- | ------ | --------- |
| FC Barcelona B | España | 1989-1990 |
| CD Tenerife    | España | 1990-1995 |
| Real Zaragoza  | España | 1995-1996 |
| Hércules CF    | España | 1996-1997 |
| UD Las Palmas  | España | 1997-2002 |
| CA Osasuna     | España | 2002-2003 |
| UD Las Palmas  | España | 2003-2004 |

## Palmarés

### Torneos internacionales
| Título               | Club               | Sede      | Año  |
| -------------------- | ------------------ | --------- | ---- |
| Oro en Barcelona '92 | Selección española | Barcelona | 1992 |

## Otros datos
- En 2005 representó un papel como actor en el cortometraje Ante todo... respeto, escrito y dirigido por Luis Alberto Serrano.

## Reconocimientos
- En la ciudad de Alicante existe la glorieta Deportista Paqui Veza en su honor.
- En Pamplona existe una peña del Club Atlético Osasuna en su nombre "Peña Paki - Paki Taldea" y sus integrantes suelen ir con una peluca rubia.